# Finchampstead
Finchampstead är en ort och civil parish  i Storbritannien.   Den ligger i kommunen Wokingham i riksdelen England, i den södra delen av landet, 50 km väster om huvudstaden London. Finchampstead ligger 68 meter över havet och antalet invånare är 668.
Terrängen runt Finchampstead är platt. Runt Finchampstead är det tätbefolkat, med 636 invånare per kvadratkilometer. Närmaste större samhälle är Reading, 13,1 km nordväst om Finchampstead. Omgivningarna runt Finchampstead är en mosaik av jordbruksmark och naturlig växtlighet.